# Газоспасательные работы

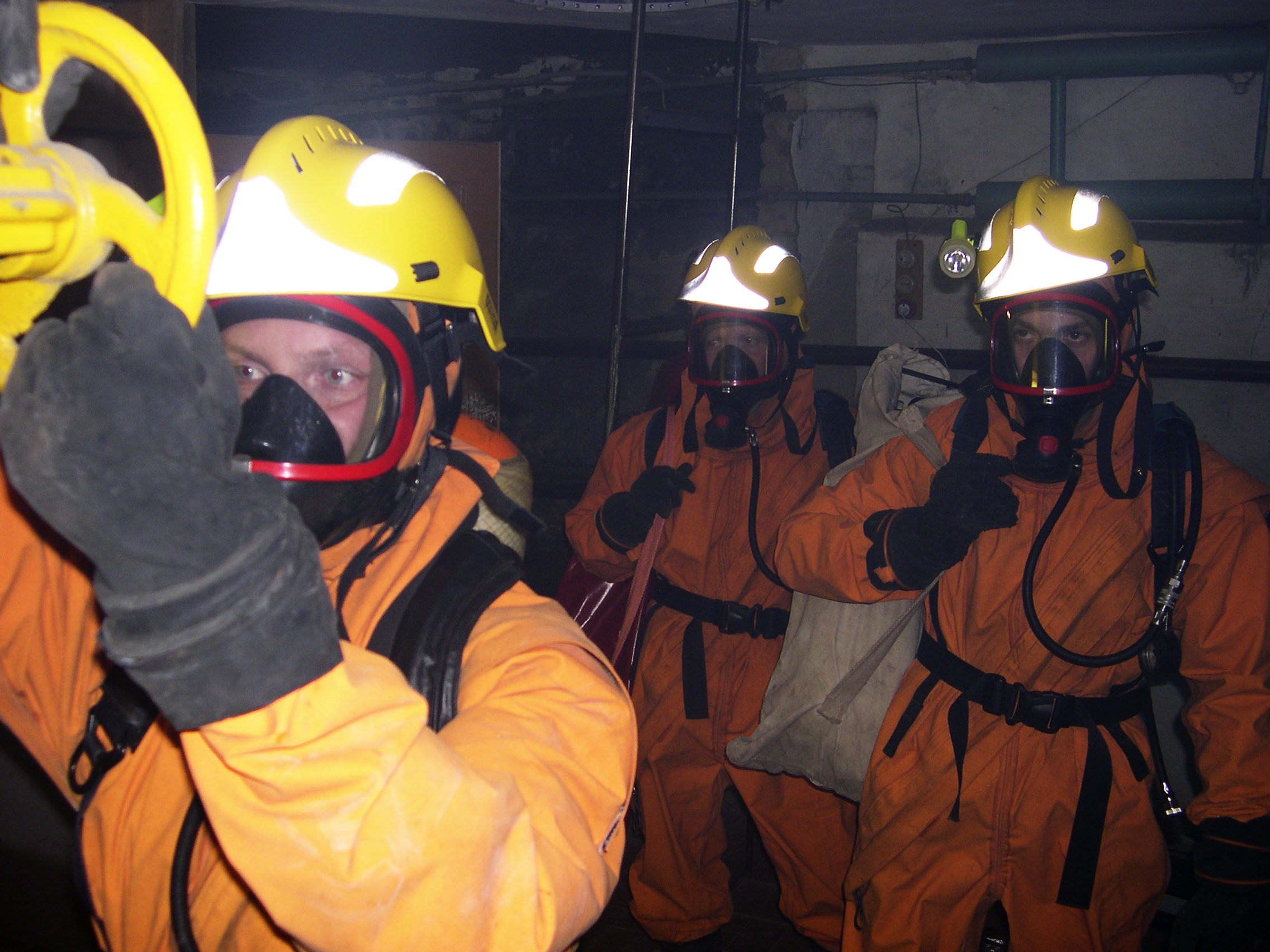
Газоспасатели на занятиях

Газоспасательные работы — спасательные работы при появлении или взрыве газа, также профилактические мероприятия для предотвращения таких аварий. Газоспасательные работы направлены на спасение людей, материальных и культурных ценностей, защиту природной среды, локализацию аварий и подавление или доведение до минимально возможного уровня воздействия последствий аварий в зоне с превышением предельно допустимых концентраций токсичных, пожароопасных, взрывоопасных веществ. К газоспасательным работам не относят аварийно-спасательные работы, связанные с тушением пожаров и горноспасательные работы.

## История
В СССР было принято деление на военизированные организации газоспасателей (входили в общую газоспасательную службу химической промышленности), невоенизированные (являлись подразделением предприятия), а также добровольные.:7
В 1992 году в связи с упразднением общесоюзных министерств деятельность управления военизированной охраны и горногазоспасательных частей (УВОХР и ВГГСЧ) была прекращена. Невоенизированные аварийные службы предприятий оказались самостоятельными.
Термин "военизированная" встречался в нормативных документах принятых в 1997 году. Предусматривалось ношение форменной одежды и соблюдение воинской дисциплины. Термин прекратил использоваться в 2003 году.
В современной России аварийные службы газовых предприятий в случае появления запаха газа на улице или в помещении проводят оперативное отключение газоснабжения и ремонт аварийного участка. Для проведения газоспасательных работ отдельные бригады аварийных газовых служб предприятий проходят аккредитацию.

## Газоспасательные службы и формирования

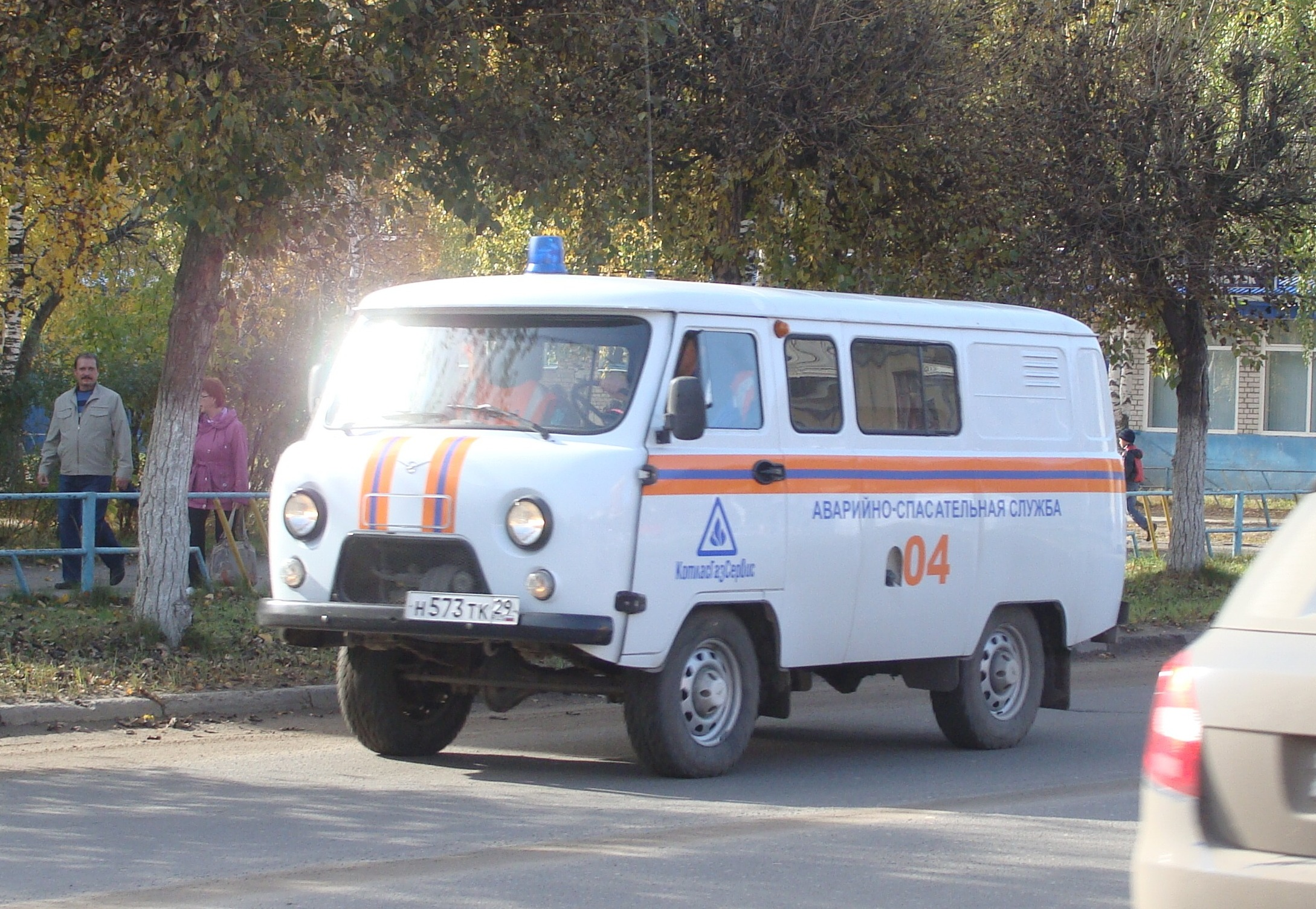
Газоспасательный автомобиль

Основными задачами газоспасательной службы являются:
- спасение людей, застигнутых на производстве аварией;
- оказание первой доврачебной помощи пострадавшим от взрывов, промышленных отравлений, ожогов;
- профилактическая работа по предупреждению загазованности, аварий, подготовке предприятия к их ликвидации;
- участие в ликвидации последствий аварий и производственных неполадок, требующих применения кислородных изолирующих противогазов.[7]

На предприятиях, на которых получаются, транспортируются, используются расплавы черных и цветных металлов должна быть создана газоспасательная служба или заключен договор с организацией, которая предоставит обслуживание газоспасательной службой.

## Газоспасатель
Газоспасатель — наименование общеотраслевой рабочей профессии третьего, четвертого или пятого разряда в Российской Федерации.